# Associació d'Arquitectes de Catalunya
L'Associació d'Arquitectes de Catalunya va ser fundada l'any 1874. El seu primer president va ser Josep Oriol Mestres. Durant els anys 1899-1929 va publicar un Anuari. L'any 1912 en va ser president Josep Puig i Cadafalch. Antoni Gaudí també en va formar part. Organitzava concursos, excursions a obres d'interès tècnic o artístic, informes públics de les activitats i projectes de l'administració i serveis d'assessoria jurídica.
Una vegada establerta la col·legiació obligatòria, tal com la mateixa associació d'arquitectes venia reclamant des d'inicis del segle xx, les associacions d'arquitectes van desaparèixer i quasi totes les seves funcions van passar a ser exercides pel seu Col·legi.